# Cambridge, Illinois
Cambridge är administrativ huvudort i Henry County i delstaten Illinois. Orten hade 2 160 invånare enligt 2010 års folkräkning.

## Historia
Countyts ursprungliga huvudort var Richmond och mellan 1840 och 1843 var Morristown huvudort. Sedan utsågs Sugar Tree Grove till huvudort och orten kom att heta Cambridge. Den första domstolsbyggnaden i Cambridge färdigställdes år 1845. Där mördades Bishop Hill-kolonins grundare Erik Jansson år 1850. Den nuvarande domstolsbyggnaden är från år 1880.